# مرکز پخش

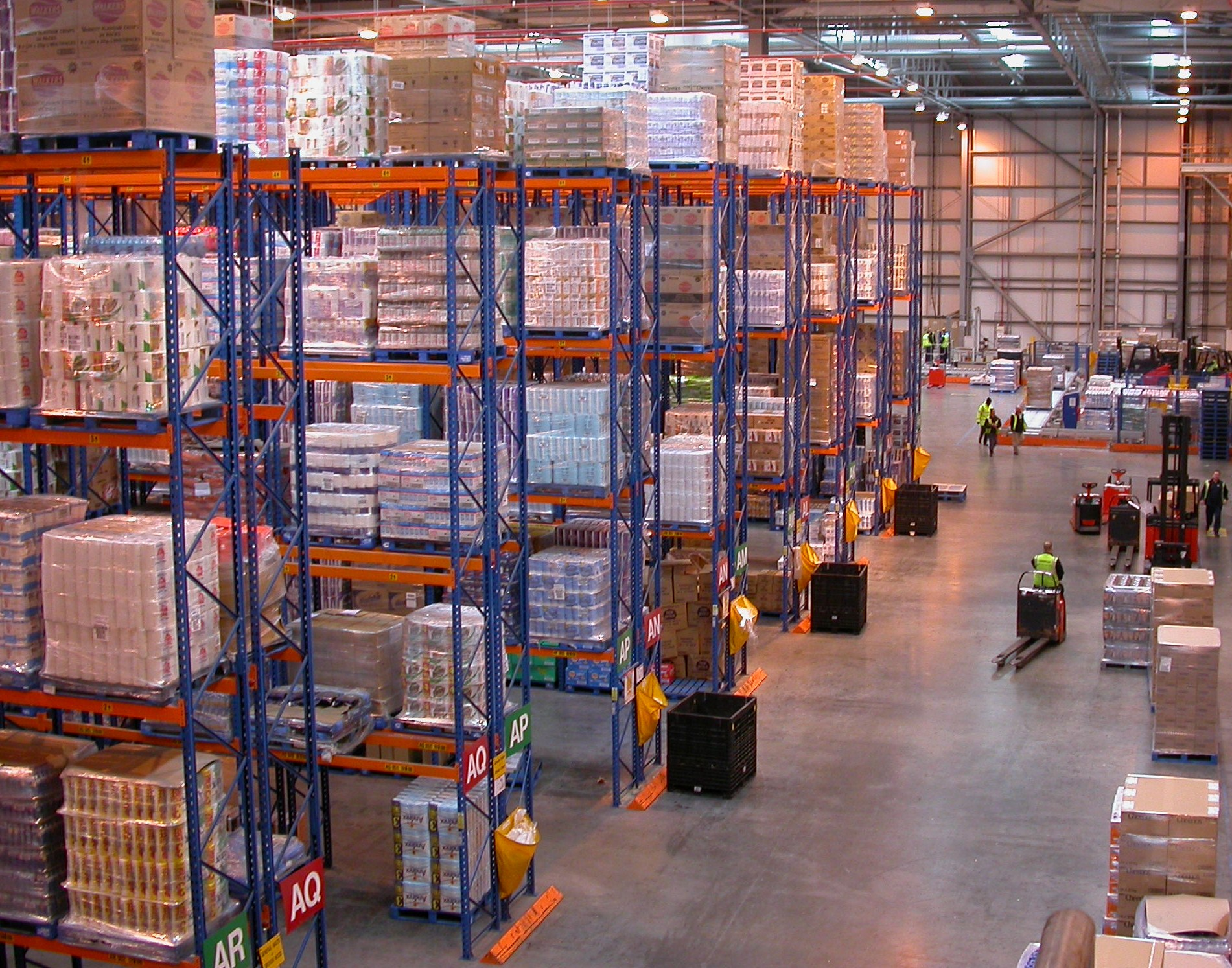
مرکز پخش سینزبوریس در هرتفوردشر.

مرکز پخش به بنگاهی تجاری گفته می‌شود که در فروش کالایی خاص یا عام مرکزیت دارد و کالاها را به تمامی مصرف کنندگان یا به صورت مستقیم یا غیرمستقیم از طریق خرده فروشان پخش می‌نماید.
در مرکز پخش دو هزینه اصلی یعنی هزینه خریداری عمدهٔ هزاران کالا و هزینه نگهداری آن‌ها وجود دارد که عمدتاً از دلایلی می‌باشند که هر خرده فروشی نمی‌تواند به تنهایی از پس این هزینه‌ها برآید در نتیجه به خرید از مرکز پخش روی می‌آورد.

## پردازش کالا
پردازش کارآمد در یک مرکز پخش تا حد زیادی می‌تواند قیمت نهایی محصول ارائه شده به مصرف‌کننده نهایی را تحت تأثیر قرار دهد. پردازش کارآمد نه تنها به‌طور مستقیم تحت تأثیر هزینه کالا از طریق نیروی کار کاهش یافته، آن را نیز به‌طور غیرمستقیم از طریق کاهش موجودی تحت تأثیر قرار می‌دهد. کاهش زمان پردازش سفارش می‌تواند به‌طور مستقیم میزان موجودی لازم در این عملیات را کاهش دهد.
هنگامی که یک پالت کامل باید از هم جدا شود، هزینه‌های دست زدن به محصول می‌تواند به سرعت افزایش یابد. بسیاری از مراکز پخش با استفاده از سیستم‌های ردیف بندی بزرگ با نقاله حرکت محصولات را تسهیل می‌کنند. در برخی از سیستم‌های پیچیده می‌توان محصول به‌طور مستقیم به قفسه‌های ذخیره‌سازی انتقال یابد.